# Actinomarinicola
Actinomarinicola es un género de bacterias grampositivas de la familia Iamiaceae. Actualmente contiene una sola especie: Actinomarinicola tropica. Fue descrito en el año 2020. Su etimología hace referencia a actinobacteria habitante del mar. El nombre de la especie hace referencia al trópico. Es aerobia e inmóvil. Tiene un tamaño de 0,3-0,6 μm de ancho por 1-2 μm de largo. Catalasa y oxidasa positivas. Forma colonias circulares, convexas y de color blanquecino tras 7 días de incubación en agar MA. Temperatura de crecimiento entre 10-45 °C, óptima de 35-37 °C. Es sensible a los antibióticos: penicilina, eritromicina, vancomicina, cloranfenicol, rifampicina, neomicina, ciprofloxacino, amoxicilina y kanamicina. Tiene un genoma de 3,7 Mpb y un contenido de G+C de 72%. Se ha aislado en sedimentos marinos en el Mar de China, a 460 metros de profundidad. 